# Pepe (film 2024)
Pepe è un film del 2024 scritto e diretto da Nelson Carlo De Los Santos Arias.
La pellicola è raccontata dal punto di vista di Pepe, uno degli ippopotami di Pablo Escobar.

## Produzione
Girato tra la Namibia e la Colombia, Pepe è stato finanziato dal World Cinema Found, istituito nel 2004 dal Fondo Culturale Federale e dal Festival internazionale del cinema di Berlino.

## Distribuzione
Il film è stato presentato in concorso alla 74ª edizione del Festival internazionale del cinema di Berlino il 20 febbraio 2024.

## Accoglienza
L'aggregatore di recensioni Rotten Tomatoes riporta l'80% di recensioni positive, con un punteggio medio di 8 su 10 basato sul parere di cinque critici.

## Riconoscimenti
- 2024 – Festival internazionale del cinema di Berlino[5]
  - In concorso per l'Orso d'oro
  - Orso d'argento per il miglior regista